# Aga Chan IV
Āgā Chān IV, właśc. książę Karīm al-Ḥussajnī (arab. سمو الأمیر شاہ کریم الحسیني آغا خان الرابع) (ur. 13 grudnia 1936 w Genewie, zm. 4 lutego 2025 w Lizbonie) – brytyjski biznesmen oraz 49. imam aga chanów (Hazar Imam lub ḥāẓir imām) od 11 lipca 1957 do 4 lutego 2025.

## Życiorys
Aga Chan IV znany był z działalności filantropijnej, zakładał również liczne szpitale i uniwersytety, na co pozwalał mu znaczny majątek prywatny oraz majątek wspólnoty. Założone przez niego organizacje noszą zwykle imię jednego z aga chanów. Kieruje również Instytutem Studiów Isma'ilickich. Imam często zabierał głos w sprawach politycznych – najbardziej znanym wypadkiem było zażądanie od tadżyckich aga chanów wycofania się z antyrządowego powstania (co w rzeczywistości nastąpiło). Książę uchodził za jedną z najbardziej reformatorskich postaci w świecie islamu, podobnie rzecz ma się z całym kierowanym przez niego wyznaniem. Komandor Legii Honorowej, uhonorowany Orderem Imperium Brytyjskiego (KBE) oraz Orderem Kanady. W 2009 otrzymał honorowe obywatelstwo Kanady.
Najstarszy syn Alego Chana, wnuk Agi Chana III. Książę spędził młodość w Nairobi, edukację pobierał w Instytucie Le Rosey w Szwajcarii. Dyplom magisterski w zakresie historii islamu uzyskał na Uniwersytecie Harvarda. W 1969 ożenił się z Sarą Frances Croker-Poole (Salimah Aga Chan), małżeństwo zostało zakończone rozwodem w 1994. W 1998 jego małżonką została Gabriele Renate Horney (Inaara Aga Khan) – para od 2004 była w separacji, rozwód nastąpił w 2011.
W 1964 roku Aga Chan IV wystąpił na zimowych igrzyskach olimpijskich w Innsbrucku jako reprezentant Iranu w narciarstwie alpejskim – zajął 59. miejsce w zjeździe, 53. w slalomie gigancie oraz odpadł w kwalifikacjach do slalomu.

### Dzieci
- Z Sarą Frances Croker-Poole:
  - Zahra Aga Chan (ur. 18 września 1970)
  - Rahim Aga Chan (ur. 12 października 1971)
  - Hussain Aga Chan (ur. 10 kwietnia 1974)
- Z Gabriele Renate Horney:
  - Ali Muhammad Aga Chan (ur. 7 marca 2000)